# Fronteira Honduras–Nicarágua
A fronteira entre Honduras e a Nicarágua é a linha de 352 km de extensão, sentido oeste-leste, ligando o Golfo de Fonseca (Oceano Pacífico) a o litoral do Mar do Caribe, que separa sul de Honduras do norte da Nicarágua. É parcialmente formada deste o leste pelo Rio Coco, passa entre os departamentos, de oeste para leste:
- de Honduras - Choluteca, Colón, Olancho, Gracias a Dios
- da Nicarágua - Chinandega, Madriz, Nueva Segovia, Jinotega e da Región Autónoma del Atlántico Norte.

Honduras e Nicarágua fizeram parte, respectivamente, da Federação Centro-Americana e das Províncias Unidas da América Central, entre 1823 e 1838, quando essa uniões de países se desfizeram e ambas nações obtiveram suas independências e definição da fronteira.
Em 1937, a emissão de um selo da Nicarágua com uma etiqueta sobre parte do território hondurenho indicando "território em litígio" quase causou uma guerra entre os dois países O território já tinha sido reclamado pela Nicarágua, mas as Honduras julgavam o assunto encerrado em 1906, quando uma arbitragem pelo rei Afonso XIII de Espanha lhe atribuiu a área. 
As raízes do problema da génese caótica desta fronteira residem na forma do processo de independência em 1821 como república federal.